# Jania yenoshimensis
Jania yenoshimensis (Yendo) Yendo 1905  é o nome botânico de uma espécie de algas vermelhas pluricelulares do gênero Jania.
- São algas marinhas encontradas no Japão e Coreia.

## Sinonímia
- Corallina yenoshimensis Yendo, 1902